# Pietro Gandolfi
Pietro Gandolfi (Piacenza, 13 gennaio 1979) è uno scrittore italiano di horror.

## Biografia
Nasce a Piacenza dove vive, fin da bambino si appassiona al fumetto, americano e italiano, e alla lettura in generale; quando sul suo cammino incontra l’orrore, quel seme comincerà a crescere dentro di lui, arrivando a germogliare quando diverrà autore di libri e fumetti. In particolare sono le antologie Splatterpunk e Il libro dei morti viventi a colpirlo, così come la produzione di Clive Barker e Richard Laymon. Il suo stile è un mix di letteratura, fumetto, musica e cinema. Adora in particolare l’heavy metal nella sua forma più tradizionale, ma anche in quella più estrema del death metal. Cresce coi film di Clive Barker, John Carpenter, Brian Yuzna, Stuart Gordon e in generale tutto ciò che parte dal New Horror fino ad arrivare ai giorni nostri.
Dopo tanti anni trascorsi a scrivere con continuità e ostinazione, esordisce nel 2012 con il racconto Necropoli nell’antologia Il paese delle tenebre, accanto a nomi illustri, e poco dopo, nel 2013, pubblica la sua prima antologia personale Dead of Night. Il passo successivo, la pubblicazione del suo primo romanzo La ragazza di Greenville, è breve.
Nel 2014 pubblica William Killed the Radio Star, che ottiene consensi un po’ ovunque: è un romanzo estremo nel quale trova sfogo anche la sua passione per la musica. Nell’antologia Un assaggio di Dunwich è contenuto il suo L’arte della sottrazione e dopo poco pubblica la novella Avventura alla stazione di servizio prima all’interno dell’antologia Poker d’orrore (di cui firma anche la cornice narrativa) e poi in maniera indipendente.
Partecipa al progetto Cthulhu Apocalypse con la novella Ben & Howard (con un bizzarro incrocio fra Howard Phillips Lovecraft, L'ultima casa a sinistra e le storie di Steven Spielberg) e poi in Grindhouse, nato da una sua idea, con il romanzo breve Devil Inside.
Intanto ha partecipato a Guida ai luoghi fantastici di Piacenza (e provincia).
Autoproduce il romanzo breve Who’s Dead Girl? pubblicato in digitale per i tipi di Nero Press e raccoglie il racconto Bloodbath con i suoi due seguiti Bloodbath 2 – The Red Book e Scritto col cuore (Bloodbath 3) in un volumetto da presentare alle numerose fiere cui comincia a partecipare.
Nell’antologia Urban Italian Legend volume II viene incluso il suo Radio Tenebra.
Intanto comincia a collaborare con il disegnatore della Sergio Bonelli Editore Nicola Genzianella per il suo primo fumetto, The Noise, fin da subito accolto positivamente. Dopo un Numero Zero completamente illustrato da Genzianella, la serie continua e si avvalora del contributo di altri disegnatori che vanno ad affiancare l’autore di Dampyr, come il disegnatore di The Cannibal Family Paolo Antiga e il giovane Andrea Cucchi. 
La serie The Noise è attualmente in fase di pubblicazione.
Partecipa come ospite al Torino Horror Fest nel 2015 e per l’occasione pubblica il nuovo romanzo Clayton Creed a cui fa seguito la ristampa de La ragazza di Greenville, riveduto e corretto, con l’aggiunta del racconto inedito Angie. Contribuisce all’antologia Malombre con Le tenebre del corpo.
Firma l’introduzione all’audiobook Zombie Mutation di Giorgio Borroni.
Suoi articoli compaiono nell’artbook Dylan Dog, Dampyr e altri miti… L’incubo si mostra!.
Vara nel 2016 la nuova collana di Vincent Books in collaborazione con la libreria Miskatonic University con il racconto Il gioco della bottiglia.
Con lo pseudonimo Lord è anche il leader della Epic Metal band Bringer of War.

## Opere

### Narrativa
- Necropoli ("Il paese dell'oscurità" AAVV - UniversItalia, 2012 - racconto)
- Rimostranza numero 25 ("99 rimostranze a Dio" AAVV - Ottolibri, 2012 - racconto)
- Dead of night (UniversItalia, 2012 - racconti)
- Guida ai luoghi fantastici di Piacenza e dintorni (AAVV - Officine Gutenberg, 2012 - racconti)
- La ragazza di Greenville (Universitalia, 2012 - romanzo)
- William Killed the Radio Star (Dunwich Edizioni, 2014 - romanzo)
- Who's Dead Girl? (Autoprodotto, 2014 - racconto)
- Bloodbath ("Splatter n. 6" AAVV - Elm Street hOUSE, 2014 - racconto)
- Zombie generation ("The Noise preview" - Ora Pro Comics, 2014 - racconto)
- Bloodbath (Autoprodotto, 2015 - racconti)
- Clayton Creed (Vincent Books, 2015 - romanzo)
- Devil Inside ("Grindhouse vol. 1" AAVV - Dunwich Edizioni, 2015 - racconto)
- Le tenebre del corpo ("Malombre" AAVV - Dunwich Edizioni, 2015 - racconto)
- Il fiume del dolore ("The Noise n. 0" - Ora Pro Comics, 2015 - racconto)
- Ben & Howard ("Cthulhu Apocalypse" AAVV - Dunwich Edizioni, 2016 - racconto)
- Il Gioco della bottiglia (Vincent Books, 2016 - racconto)
- La ragazza di Greenville (Vincent Books, 2016 - contiene l'inedito "Angie" - romanzo)
- Nel Nome del Padre (Vincent Books, 2016 - romanzo)
- Chinese Box (Midian, 2017 - racconto)
- Diner (Midian, 2017 - racconto)
- House of the dead dolls (Midian, 2017 - romanzo)
- Crawl / Fuochi fatui (Midian, 2018 - racconti)
- Il veleno dell'anima (Midian, 2018 - romanzo)
- Come una falce di luna ("24 a mezzanotte" AAVV - Officina Milena, 2019 - racconto)
- Avventura alla stazione di servizio / La bottega di New Orleans (Midian, 2019 - racconto)
- The road to her - La voce del dolore (Midian, 2019 - romanzo)
- Warbringer ("Warbringer Deluxe n. 1" - Midian, 2019 - racconto)
- Wild pets ("Animali fantastici e come salvarli" AAVV - Dunwich Ediziponi, 2021 - racconto)
- La ballata di un amore perduto (Midian, 2021 - romanzo)
- La stanza chiusa (Bloody Coffin Press, 2022 - contiene "Il Costruttore" - racconto)
- Nebbia a Triora / Live at the Graveyard (Midian, 2022 - racconti)
- Stage diving ("Satanica" AAVV - Acheron Books, 2022 - racconto)
- Late night show ("Sangue" AAVV - Black House, 2022 - racconto)
- Slasher ("Yokai!" - 2022)
- Wild pets (Midian, 2023 - racconto)
- Greenville's tales (Midian, 2023 - racconti)
- Speed date / Trama nera a Venezia / La strada della solitudine ("Sleepless night" - Midian, 2023 - racconti)
- Horror club (Midian, 2024 - racconto)
- Malattia ("Incubus, italian weir tales" - Dagon Press, 2024 - racconto)
- Nel baratro / la bestia peggiore ("Other Sleepless night" - Midian, 2024 - racconti)
- The late night show (Midian, 2024 - racconto)
- Ashlyn e gli incubi di Dead Lake (Midian, 2024)
- La bambina e il cervo (Midian, 2024 - racconto portfolio)

### Narrativa (Digitale)
- Avventura alla stazione di servizio ("Poker d'Orrore vol.1" AAVV - Dunwich Edizioni, 2014)
- Ben & Howard (Dunwich Edizioni, 2016)
- Dead Nation (Delos Digital, 2020)
- Devil Inside (Dunwich Edizioni, 2015)
- Horror Club ("Halloween night" AAVV - Letteratura Horror, 2020)
- L’arte della sottrazione ("Un assaggio di Dunwich" AAVV - Dunwich Edizioni, 2014)
- La strada della solitudine
- Le tenebre del corpo ("Malombre" AAVV - Dunwich Edizioni, 2015)
- Radio Tenebra ("Urban Italian Legend volume 2" AAVV - Deadly Apple, 2014)
- Revolution of the dead (Delos Digital, 2021)
- Rimostranza numero 25 ("99 rimostranze a Dio" AAVV - Ottolibri, 2012)
- The old man standing (Delos Digital, 2021)
- Who's Dead Girl? (Amazon media, 2015)
- William Killed the Radio Star ("Horror Metal & Apocalisse" AAVV - Dunwich Edizioni, 2020)

### Fumetti
- Before The Noise – Il Fantasma (Midian, 2022/2023- miniserie)
- Bloodbath (Ora Pro Comics, 2016 - one shot)
- Bree ("Portfolio" - Midian, 2022 - one shot)
- Chest the scarecrow (Midian, 2022 - one shot)
- Lultima frontiera ("Portfolio" - Midian, 2022 - one shot)
- L’ultimo respiro (Midian, 2021 - one shot)
- Lynzak - Storielle dallo spazio (AAVV - Ora Pro Comics, 2019)
- Maternità (Midian, 2023 - one shot)
- Oepica 0 (Ora Pro Comics, 2023 - preview)
- Oepica 1 - l'iniziazione (Ora Pro Comics, 2024 - trilogia)
- Other Sleepless night (Midian, 2024 - raccolta)
- Satanic spappolator (Midian, 2024 - one shot)
- Sleepless night (Midian, 2023 - raccolta)
- Sparare alla luna (Netflix)
- The Darkwinged - Bible Special (Med Factory, one-shot)
- The Fiend (Midian, 2017 - serie)
- The idol (Midian, 2017 - serie)
- The idol - Atom Smasher (Midian, 2023 - riedizione)
- The idol - per sempre (Midian, 2024 - serie)
- The noise (Ora Pro Comics / Midian, 2015 - serie)
- The noise Collection (Midian, 2023 - raccolta)
- The noise Deluxe "Il rumore e la carne" - Luca Panciroli (Midian - one shot)
- The noise Deluxe - Nicola Genzianella (Midian - one shot)
- The noise II - Beyond (Midian, 2023 - miniserie)
- The Tritoon's (Ora Pro Comics, 2024 - in Oepica 1 - l'iniziazione
- Warbringer (Midian, 2017 - serie)
- Warbringer Deluxe (Midian, 2019 - one shot)
- Warbringer - La torre dell'ippopotamo (Midian, 2021 - one shot)
- Warbringer - Le terre del Nord (Midian, 2024 - serie)

### Partecipazioni
- Traduzioni Army of darkness: L'armata delle tenebre Vol. 1 e 2 - Edizioni Cosmo
- Commento Audiobook "H.P.Lovecraft - Herbert West, Rianimatore - Libro di Giorgio Borroni
- Introduzione "Stirpe di pesce vol. 3" - Fumetto di Laura Spianelli
- Introduzione Audiobook "Zombie Mutation" - Libro di Giorgio Borroni
- Introduzione Artbook "Dark Lovers" - Luca Panciroli
- Sceneggiatura Anime di strada - Associazione Piacenza